# Oligoryzomys arenalis
Oligoryzomys arenalis é uma espécie de roedor da família Cricetidae.
Apenas pode ser encontrada no Peru.